# 卓建荣
卓建荣（1975年6月2日—），中國男導演、製片人和編劇，同時也是厦门蓝火焰影视的董事长。他經營的厦门蓝火焰影视專門製作兒童動畫作品；他曾在訪談時表示，現在的動畫大多打打殺殺，這對兒童的影響不好，因此認為「電影要寓教於樂」。
較著名的作品為2009年電視動畫《心灵之窗》及2015年動畫片《汽车人总动员》；兩者皆因侵權爭議而聞名。

## 作品

### 電影
- 2015：《汽车人总动员》-導演，監製[6]
- 2016：《记忆碎片》-編劇
- 2016：《绝战》-監製
- 2019：《愛情兵法》-導演
- TBA：《汽车人总动员2：疯狂逆袭》-導演[7][8]

### 電視
- 2009：《心灵之窗》-編劇
- 2011：《天有凡童》-導演
- 2013：《K时代》-導演

## 外部連結
- 官方网站
- 卓建荣在互联网电影资料库（IMDb）上的資料（英文）
- . 豆瓣電影.   [2019-01-15]. （原始内容存档于2019-09-26）.